# 北海道道25号釧路港線
北海道道25号釧路港線（ほっかいどうどう25ごう くしろこうせん）は、北海道釧路市内を結ぶ道道（主要地方道）である。

## 概要

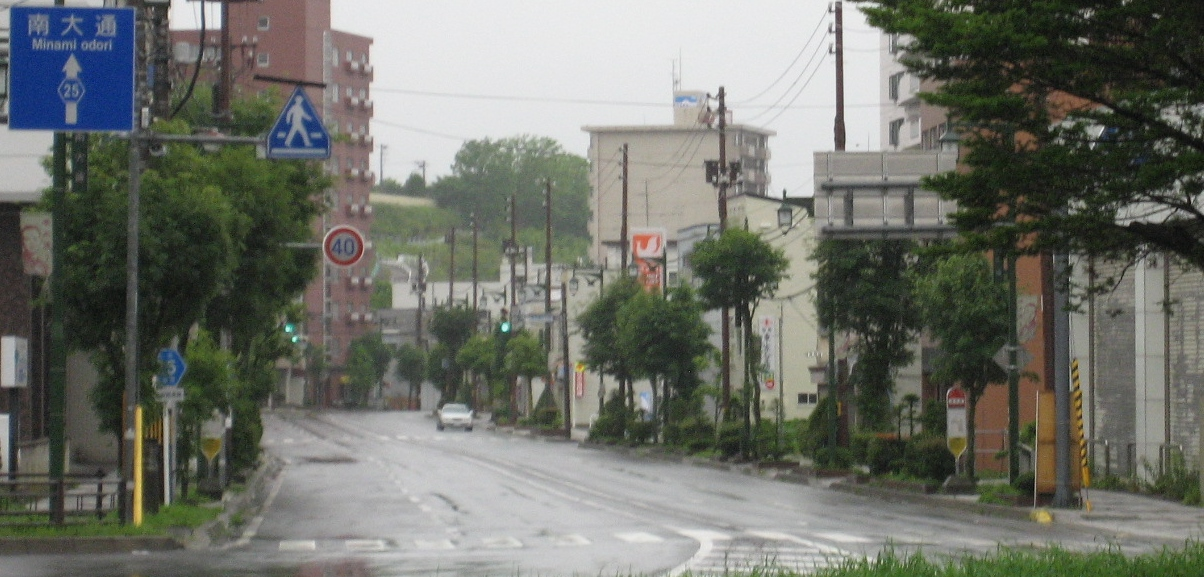
終点の様子

「南大通」の通称がある。

### 路線データ
- 起点：北海道釧路市南大通8丁目（重要港湾 釧路港）
- 終点：北海道釧路市南大通1丁目（国道38号交点、幣舞ロータリー）
- 総延長：1.198 km[1]
- 実延長：1.160 km[1]
- 重用延長：0.038 km[1]

### 道路管理者
- 釧路総合振興局 釧路建設管理部 事業課

## 歴史
- 1954年（昭和29年）3月30日 - 46号として路線認定[2]。
- 1993年（平成5年）5月11日 - 建設省から、道道釧路港線が釧路港線として主要地方道に指定される[3]。
- 1994年（平成6年）10月1日 - 路線番号を25号に変更[4]。

## 路線状況

### 通称
- 南大通（釧路市）

## 地理

### 通過する自治体
- 釧路総合振興局
  - 釧路市

### 交差する道路
- 国道38号（国道44号・国道336号・国道391号重複） - 南大通1丁目（終点）
- 北海道道113号釧路環状線（北海道道142号根室浜中釧路線重複） - 南大通1丁目（終点）